# Trerice

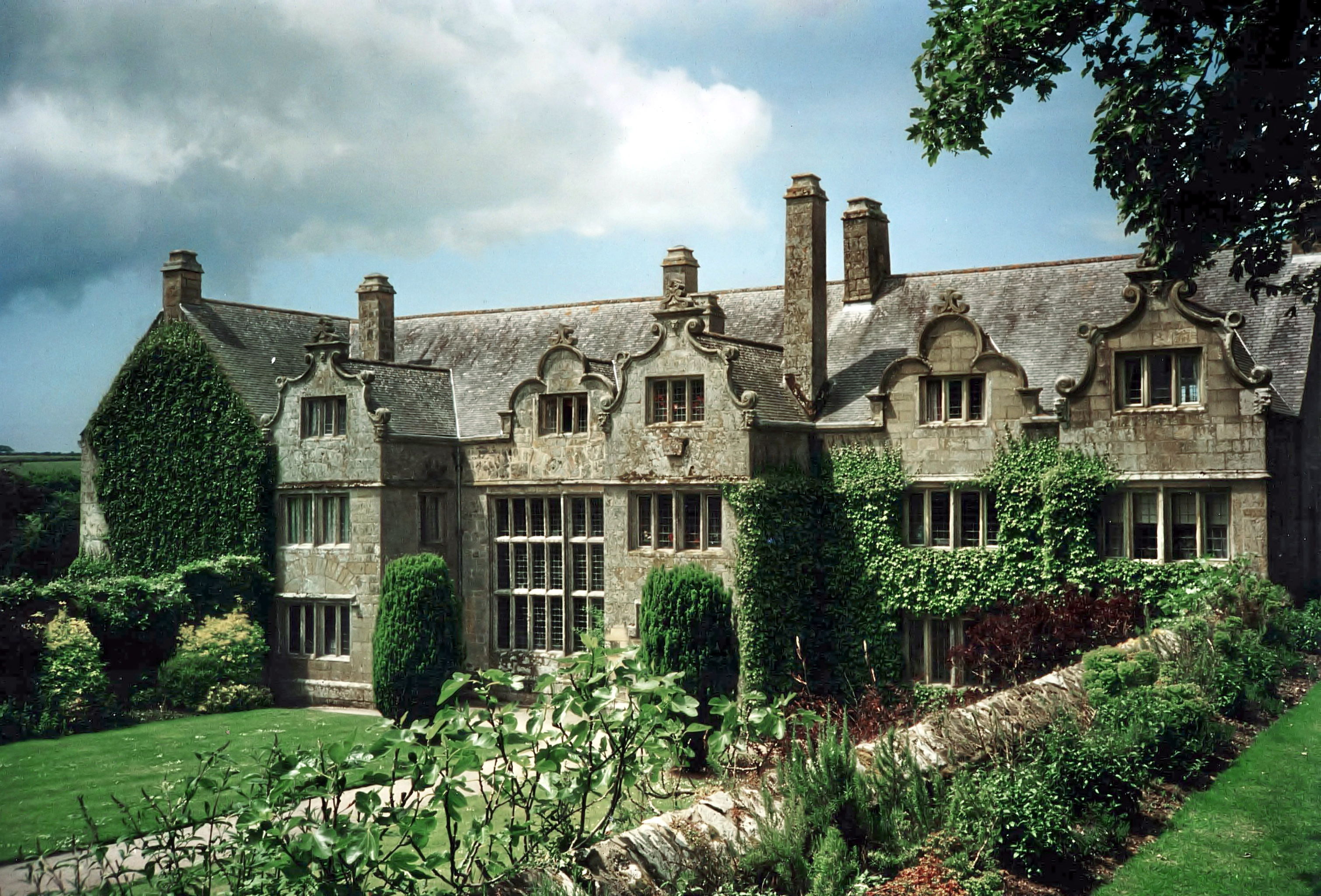
Das elisabethanische Herrenhaus Trerice

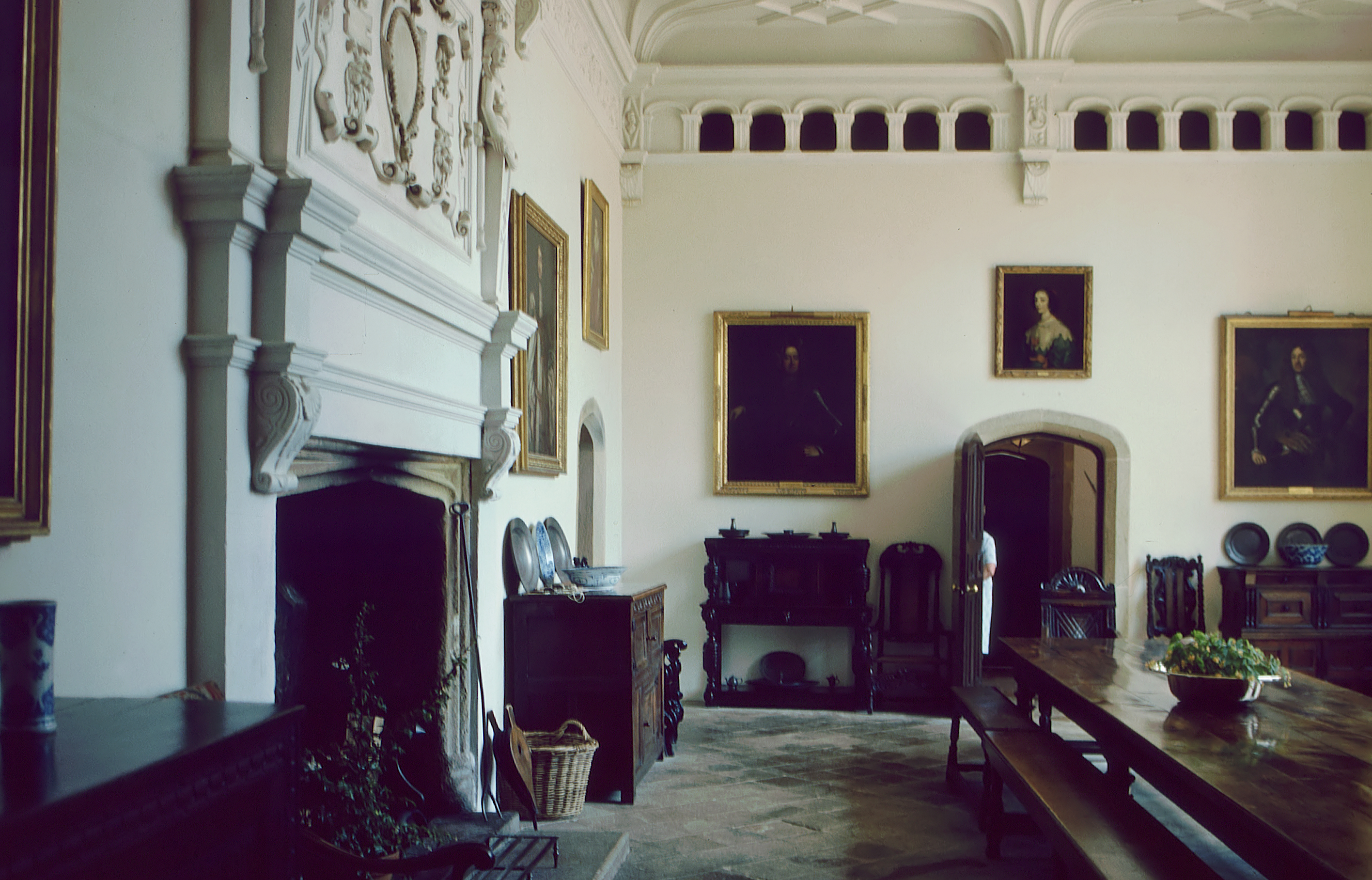
Trerice Manor – Große Halle

Trerice ist ein elisabethanisches Herrenhaus in Kestle Mill nahe Newquay in Cornwall, England. 

## Geschichte
Das Herrenhaus Trerice wurde 1573 erbaut; Bauherr war der fünfte Sir John Arundell. Um einen Nachkommen, der in diesem Haus sein Unwesen trieb, rankten sich Spukgeschichten. Über 400 Jahre – bis zum Jahr 1802 – befand sich das Herrenhaus im Besitz der Familie und wurde dann von der Acland-Familie, deren Wohnsitz Killerton House in Devon war, bis 1915 übernommen. Nach mehreren weiteren Besitzerwechseln gelangte es im Jahr 1953 in das Eigentum des National Trust.
Das vom National Trust restaurierte Herrenhaus ist umgeben von gepflegten Blumen- und Obstgärten. Der Zeit entsprechend ist der Grundriss des mit fünf Giebeln im holländischen Stil ausgestatteten Gebäudes E-förmig, mit einem Eingangsvorbau in der Mitte sowie zwei kurzen, vorspringenden Seitenflügeln. Ebenfalls typisch sind die großen, vielfältig senkrecht und waagerecht unterteilten Fenster, wobei das Fenster der zweistöckigen Halle links vom Eingang aus insgesamt 576 Elementen besteht. Das Innere des Hauses zeichnet sich durch schöne Kaminplätze und kunstvoll strukturierte Decken aus; die aktuellen Einrichtungsgegenstände stammen aus dem 17. und 18. Jahrhundert.

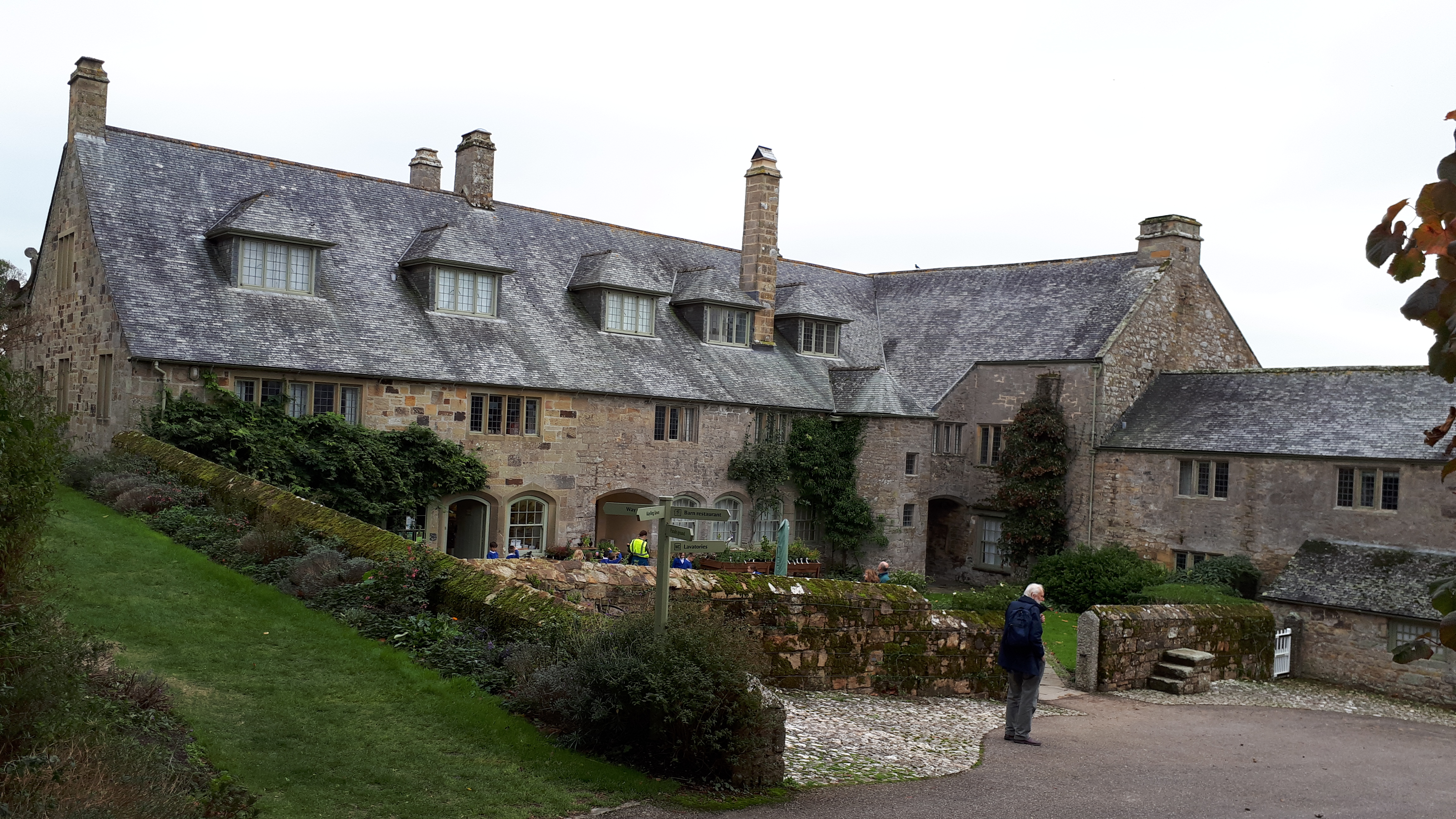
Innenhof
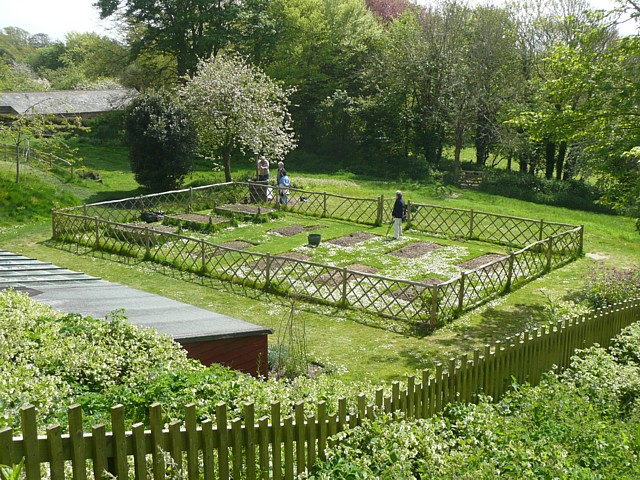
Gemüsegarten

## Sonstiges
Trerice war einer der Drehorte für die BBC-Verfilmungen Mein ist die Rache (Originaltitel: A Suitable Vengeance) und Denn deine Sprache verrät dich (In The Guise of Death) nach den Romanen von Elisabeth George in der zweiten bzw. vierten Staffel der Kriminalfilmserie Inspector Lynley.